# Nesebar (gyorsvonat)
A Nesebar egy Budapestet a Kelet-bulgáriai tengerparti üdülőhelyekkel összekötő nemzetközi éjszakai gyorsvonat volt, amely a nyári idényben közlekedett. A vonat az 1980-as években indult, összeállítása és útiránya gyakran változott. A járatot többször szüneteltették, legutóbb a 2017-es menetrendváltáskor inaktiválták.

## Története
Az 1970-es évektől kezdve egyre jobban kiépülő Várna és Neszebár környéki nyaralóvárosokba több kelet-európai ország vasútja is szervezett nyaralóvonatokat. Csehszlovákia Transdanubium néven Prágából, Lengyelország Észak-Dél Expressz néven Varsóból indított vonatokat Budapest és Kürtös útirányon át a bulgáriai nyaralóvárosokba. Ezek az vonatok voltak a Nesebar nemzetközi gyorsvonat előfutárai. Az 1990-t követő kelet-európai gazdasági megrendülés után a járatokat átszervezték, illetve időszakosan szüneteltették. A Nesebar név először 1986 nyarán tűnt fel a menetrendben, ekkor a vonat Varsó–Budapest-Nyugati–Rusze–Burgasz útirányon át 1380 és 1381-es vonatszámokon közlekedett. A vonat összeállítása és útvonala többször változott, egyes években pedig név nélküli gyorsvonatként közlekedett. 1993-ban a vonat Varsó-Budapest-Burgasz útirányon Nesebar néven közlekedett, majd az év közepi menetrendváltással kihasználatlanság miatt megszűnt.
A vonatot a MÁV 2007-ben indította újra. A járathoz egyes években a szlovák, cseh és lengyel társvasutak is csatlakoztak, ilyenkor a Nesebar 10-nél több kocsival lépett ki Kürtösnél. A Nesebar a fapados repülőjáratokkal versenyzett, a szolgáltatások ára is ehhez igazodott. A 2008-as gazdasági válság nem lehetetlenítette el a járatot, annak elhúzódó hatásai azonban igen.  Magyarországon a válságból való kilábalás a 2010-es évek közepéig húzódott, ebben az időszakban a nyaraltatási piac is pangott. A szlovák és cseh vasutak a nyaralási szokások megváltozása miatt a Burgaszig közlekedő kocsicsoportjaikat lemondták, a MÁV 2016-ra magára maradt a vonat üzemeltetésével. A járat 2018-as megszűnésében közrejátszott, hogy a magyar vasútnak egyre kevesebb külföldi forgalomra alkalmas kocsija maradt. A járat megszüntetését a 2018-as menetrend kibocsájtásakor jelentette be a MÁV. A Nesebar inaktiválásával Magyarország és Bulgária között a menetrend szerinti vasúti személyforgalom megszűnt.
| Év   | Vonatszám            | Útvonal                                                                          | Megjegyzés     |
| ---- | -------------------- | -------------------------------------------------------------------------------- | -------------- |
| 1986 | 1470; 1471           | Budapest-Kürtös-Rusze-Várna/Burgasz                                              | Nesebar        |
| 1987 | 1470; 1471           | Budapest-Kürtös-Rusze-Burgasz                                                    | Nesebar        |
| 1988 | 1470; 1471           | Budapest-Nyugati-Kürtös-Rusze-Burgasz                                            | Nesebar        |
| 1990 | 1470; 1471           | Budapest (Nyugati)-Kürtös-Rusze-Burgasz                                          | Nesebar        |
| 1991 | 1380; 1381           | (Prága/Varsó) Budapest-Kürtös-Rusze-Várna/Burgasz                                | Nesebar        |
| 1992 | 1470; 1471           | Prága/Varsó - Budapest-Nyugati - Kürtös - Rusze - Burgasz                        | Nesebar        |
| 2007 | 1732                 | Pozsony- Budapest - Kürtös - Rusze - Burgasz                                     |                |
| 2009 | 1375                 | Pozsony/Kassa- Budapest - Kürtös - Rusze - Burgasz                               |                |
| 2010 | 1372; 1373           | (Varsó-Kassa közvetlen kocsik/ Prága-Pozsony-Budapest - Kürtös - Rusze - Burgasz | Nesebar        |
| 2011 | 1470; 1471           | Prága-Pozsony- Budapest - Kürtös - Rusze - Várna/Burgasz                         | Nesebar        |
| 2012 | 1470; 1471           | Prága-Pozsony- Budapest - Kürtös - Rusze - Burgasz                               | Nesebar        |
| 2013 | 1470; 1471           | Prága-Pozsony- Budapest - Kürtös - Rusze - Burgasz                               | Nesebar        |
| 2014 | 1470; 1471           | Prága-Pozsony- Budapest - Kürtös - Rusze - Burgasz/Várna                         | Nesebar/Albena |
| 2015 | 1470; 1471/1480;1481 | Budapest - Kürtös - Rusze - Burgasz/Várna                                        | Nesebar/Albena |
| 2016 | 1470; 1471/1480;1481 | Budapest - Kürtös - Rusze - Burgasz/Várna                                        | Nesebar/Albena |
| 2017 | 1470; 1471           | Budapest - Kürtös - Rusze - Burgasz                                              | Nesebar        |

## Útvonala
A vonat útvonalának jellegzetessége a többszöri menetirányváltás, határellenőrzés miatti megállás és többszöri vontatójármű-csere volt. A 2010-es években használt útvonalon Burgasztól Budapest felé haladva az alábbi nagyobb megállások szerepeltek:
- Karnobat (Карнобат), Bulgária (menetirány váltás)
- Szindel (Синдел), Bulgária (menetirány váltás, egyesítés a Várnába közlekedő vonatrésszel)
- Rusze (Русе), Bulgária (360 km) (menetirányváltás, üzemmódváltás villanyvontatásról dízelvontatásra, határellenőrzés)
- Gyurgyevó-Észak (Giurgiu nord), Románia (370 km) határellenőrzés
- Videle, Románia (440 km) (menetirányváltás, üzemmódváltás dízelmozdonyról villanymozdonyra)
- Lőkösháza (1007 km) (Mozdonyváltás, határellenőrzés, egyesítés a Magyarországon belföldön közlekedő vonatrésszel)

A Nesebar egyike volt a kis számú távolsági nemzetközi vonatnak, amelyek még a 2010-es években is közlekedtek dízelvontatással. Az útvonalnak a Videle és Ruse között fekvő rövidebb szakasza nem volt villamosítva, így a távolság 93%-án a vonatot villanymozdony, 7%-án pedig dízelmozdony vontatta.

## Tervek a járat reaktiválására
A Budapest és Burgasz közötti vonat újraindítására több lehetőség is kínálkozik. A járat korábbi menetidejét a 2010-es években számos tényező jelentősen növelte. A Budapesttől délkeletre elhelyezkedő térségben több nagy vasúti felújítás is lezajlott, így a Nesebar útvonalán felújították a a Szolnok-Szajol állomásközt, illetve 2024-re elkészül a Békéscsaba-Lőkösháza (oh.) szakasz is, amelyet korábban csak egyvágányú volt és sebességkorlátozás érintette. A legjelentősebb fejlesztés, hogy a Maros völgyében a román vasút jelentősen előrehaladt a Györök és Piski közötti vonalszakasz felújításával, amely korábban csak 60 km/h sebességgel volt járható. Jelentős felújítások készülnek el Bulgária területén is, így például Karnobat és Sindel között megépül a Lozarevoi-alagút, amely 7 kilométert rövidít az útvonalon, a sebességet 80-ról 180 km/h-ra emelve. Zavet és Struja között öt alagút és hét viadukt kiépítésével a sebességet szintén 180 km/h-ra emelik, a szakasz hossza pedig húsz kilométernyivel rövidül. A javuló pályaállapotok és a csökkenő menetidő miatt a járat esetleges újraindítása is szóba kerülhet.
A Budapest-Belgrád vasútvonal felújítása, illetve a 10-es korridor balkáni vonalainak korszerűsítése egy másik lehetőséget nyit a burgaszi éjszakai járat újraindítására. Az új járat indítására a korszerűsítések elkészülte után a Belgrád–Nis–Szófia-Burgasz útvonalon nyílik  majd lehetőség. A MÁV eredetileg a Szerbián át közlekedő járat 2023-as indításával számolt, ám ez az elhúzódó pályaépítések miatt csak a későbbi években várható.